# William Christie

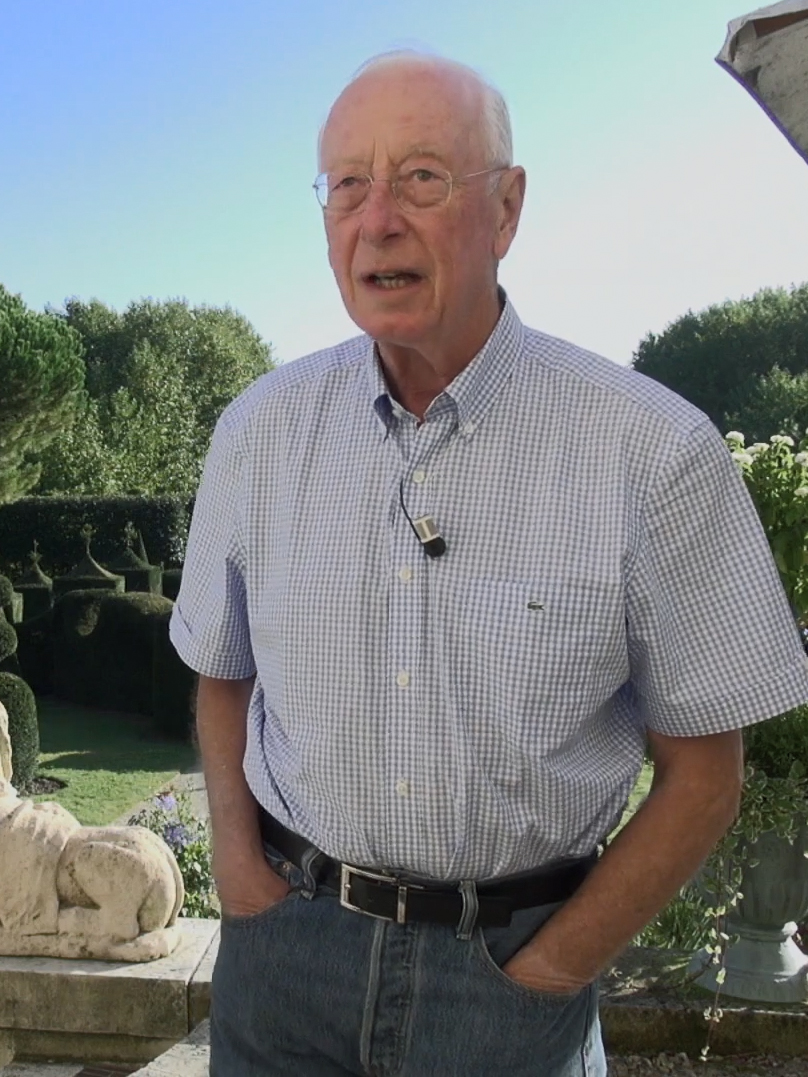
William Christie, 2014

William Lincoln Christie (* 19. Dezember 1944 in Buffalo, New York) ist ein amerikanischstämmiger französischer Dirigent und Cembalist.

## Leben
William Christie studierte in Harvard und Yale Klavier, Orgel, Cembalo bei Ralph Kirkpatrick und Musikwissenschaften unter Elliot Forbes. In den Jahren 1969 und 1970 unterrichtete er am Dartmouth College, in Hanover (New Hampshire), wo er ebenfalls das Collegium Musicum der Universität leitete. Angeregt durch seinen Lehrer Ralph Kirkpatrick begann er, sich für die französische Kultur zu interessieren und siedelte 1971 nach Paris über. Bei Kenneth Gilbert und David Fuller nahm er weiter Cembalounterricht und wurde schließlich Cembalist des 1977 durch René Jacobs gegründeten Concerto Vocale Gent.
Im Jahr 1979 gründete Christie das nach einem Bühnenwerk von Marc-Antoine Charpentier benannte Ensemble Les Arts Florissants, das auf historischen Instrumenten sowie Nachbauten spielt und sich hauptsächlich der Barockmusik widmet. Zu Christies wichtigsten Verdiensten zählt die stilgerechte Wiederaufführung von französischer Barockmusik, insbesondere mehrerer Opern von Lully und Rameau, und außerdem von Werken Monteverdis und Purcells. Davon und auch von Händel-Opern und -Oratorien gibt es zahlreiche Aufnahmen. Christie war bei der Auswahl seiner Solisten und Ensemblemitglieder sehr erfolgreich, denn ausgezeichnete und erfolgreiche Künstler wie Agnes Mellon, Guillemette Laurens, Sandrine Piau, Isabelle Poulenard, Véronique Gens, Noémi Rime, Guy de Mey, Paul Agnew, Bernard Deletré, Christophe Rousset, Hugo Reyne, Lea Desandre und zahlreiche andere Sänger und Instrumentalisten verhalfen ihm zu seinem Erfolg und/oder begannen ihre Karriere bei Les Arts Florissants.
Von 1982 bis 1995 unterrichtete Christie am Pariser Konservatorium historische Aufführungspraxis. Ab dem Herbstsemester 2009 war Christie für einige Zeit Gastprofessor im „Juilliard Historical Performance Program“  der Juilliard School in New York City.

## Ehrungen und Auszeichnungen
1995 wurde Christie französischer Staatsbürger und in die Ehrenlegion aufgenommen. 2008 wurde er als Nachfolger von Marcel Marceau in die französische Académie des Beaux-Arts gewählt und im Januar 2010 feierlich eingeführt.